# Три мускетара (филм из 2011)
Три мускетара (енгл. The Three Musketeers) је авантуристички и акциони филм из 2011. године у режији Пола В. С. Андерсона. Темељи се на истоименом роману Александра Диме са сајберпанк елементима. Главне улоге тумаче Метју Макфадјен, Логан Лерман, Реј Стивенсон, Мила Јововић, Орландо Блум и Кристоф Валц.
Приказиван је од 1. септембра 2011. године у биоскопима у Немачкој, односно 20. октобра у Србији. Добио је негативне рецензије критичара и зарадио 132 милиона долара наспрам буџета од 75 милиона долара. Критичари су похвалили акционе сцене, музику, глумачку поставу и визуелни стил, али критиковали сценарио, режију и ликове.

## Радња
Д’Артањан, младић усијане главе, удружује се са три враголаста мускетара. Заједно, они морају да зауставе злог кардинала Ришељеа и уђу у окршај са двоструким агентом, фаталном Госпом де Винтер и њеним налогодавцем Бакингемом, како би спречили пад француске круне и рат који прети целом континенту.

## Улоге
| Глумац          | Улога                |
| --------------- | -------------------- |
| Логан Лерман    | Д’Артањан            |
| Метју Макфадјен | Атос                 |
| Реј Стивенсон   | Портос               |
| Лук Еванс       | Арамис               |
| Мила Јововић    | Госпа де Винтер      |
| Мадс Микелсен   | Војвода од Рошфора   |
| Габријела Вајлд | Констанс             |
| Џејмс Корден    | Планше               |
| Џуно Темпл      | Ана од Хабзбурга     |
| Фреди Фокс      | Луј XIII                 |
| Тил Швајгер     | Каљостро             |
| Орландо Блум    | Војвода од Бакингема |
| Кристоф Валц    | Кардинал Ришеље      |
| Карстен Нергорд | Јусак                |
| Нина Ајхингер   | Минет                |
| Сара Еванс      | Еленора од Шведске   |